# San Miguel (Catanduanes)
San Miguel es un municipio filipino de quinta clase, perteneciente a la provincia de Catanduanes, en la región de Bicolandia.

## Organización territorial
Se divide en veinticuatro barangayes, a saber:
- Balatohan
- Salvación
- Boton
- Buhi
- Dayawa
- Atsan
- Poblacion District II
- Poblacion District III
- J. M. Alberto
- Katipunan
- Kilikilihan
- Mabato
- Obo
- Pacogon
- Pagsangahan
- Pangilao
- Paraíso
- Santa Elena
- Progreso
- San Juan
- San Marcos
- Siay
- Solong
- Tobrehon

## Demografía
Según el censo de 2020, tenía empadronados 15 680 habitantes.